# Mary Meachum
Mary Meachum (1801–1869) fue una abolicionista estadounidense que, junto a su marido John Berry Meachum, ayudó a personas esclavizadas a escapar a la libertad en el ferrocarril subterráneo, y comprando su libertad. El Cruce de la Libertad Mary Meachum en San Luis, el primer sitio en Misuri en ser aceptado en la Red Nacional de Ferrocarril Subterráneo a la Libertad del Servicio de Parques Nacionales, se nombró en su honor.

## Primeros años y matrimonio
Meachum nació en esclavitud en Kentucky. Mientras estaba esclavizada, se casó con John Berry Meachum, quien había comprado su propia libertad con dinero que había ganado como carpintero. En 1815, el dueño de Mary Meachum la llevó a San Luis, Misuri. Su marido la siguió y compró su libertad poco después. Los Meachum dirigieron una escuela para la gente negra libre y esclavizada en la Primera Iglesia Baptista Africana, la cual luego trasladaron a un barco de vapor florante en el río Misisipi cuando el estado de Misuri prohibió la educación para los negros en 1847. Ellos también usaronlas ganancias del negocio de carpintería y de fabricación de barriles de John Berry Meachum para comprar la libertad de veinte individuos.
La profesión de Mary Meachum estaba listada como 'lechera' en 1835.

## Arresto y juicio
Después de que John Berry Meachum falleciese en 1854, Mary Meachum continuó administrando su casa en Fourth Street como una 'casa segura' en el ferrocarril subterráneo. El 21 de mayo de 1855, después de un intento de transportar a nueve personas esclavizadas hacia la libertad a través del río Misisipi en Illinois, Meachum y un hombre libre llamado Isaac fueron arrestados por violar la Ley de esclavos fugitivos de 1850. El 24 de mayo de 1854, fue acusada en la corte por robo de esclavos, mientras que los cargos contra Isaac fueron retirados.
El Missouri Republican reportó el 19 de julio de 1855 que Mary fue juzgada por un jurado y absuelta de al menos un cargo, y los cargos restantes fueron retirados.

## La Sociedad de Ayuda de Damas Soldados de Color
Un erudito dice que Meachum fue vendida para ser esclava en Vicksburg, Misisipi, después de su arresto. Sin embargo, el Daily Missouri Democrat reportó el 17 de diciembre de 1864, que Meachum era entonces presidenta de la Sociedad de Ayuda de Damas Soldados de Color en San Luis. Esta organización de mujeres negras libres, también llamada la Sociedad de Contrabando de Damas de Colores, se formó en 1863 para asistir a los soldados negros de la Unión y a los esclavos escapados en San Luis durante la Guerra Civil. assist black Union soldiers and escaped slaves in St. Louis during the Civil War. Debido a que a los negros no se les permitía viajar en los tranvías en ese momento, las mujeres negociaron con la compañía de tranvías para viajar en el tranvía un día a la semana, los sábados, al ala segregada del Hospital Benton Barracks de San Luis, donde los soldados negros heridos eran hospitalizados. Allí, las mujeres leían a los soldados, les consolaban, y les enseñaban a leer. La enfermera blanca a cargo del hospital, Emily Parsons, escribió sobre su indignación de que las mujeres eran limitadas a sólo un día a la semana y las describió como "mujeres de colores inteligentes, damas de hecho, muchas de ellas bien educadas y ricas."

## Fallecimiento
Meachum murió en in San Luis en agosto de 1869. Es conmemorada con su marido en el Cementerio Bellefontaine en San Luis.

## Mary Meachum Freedom Crossing

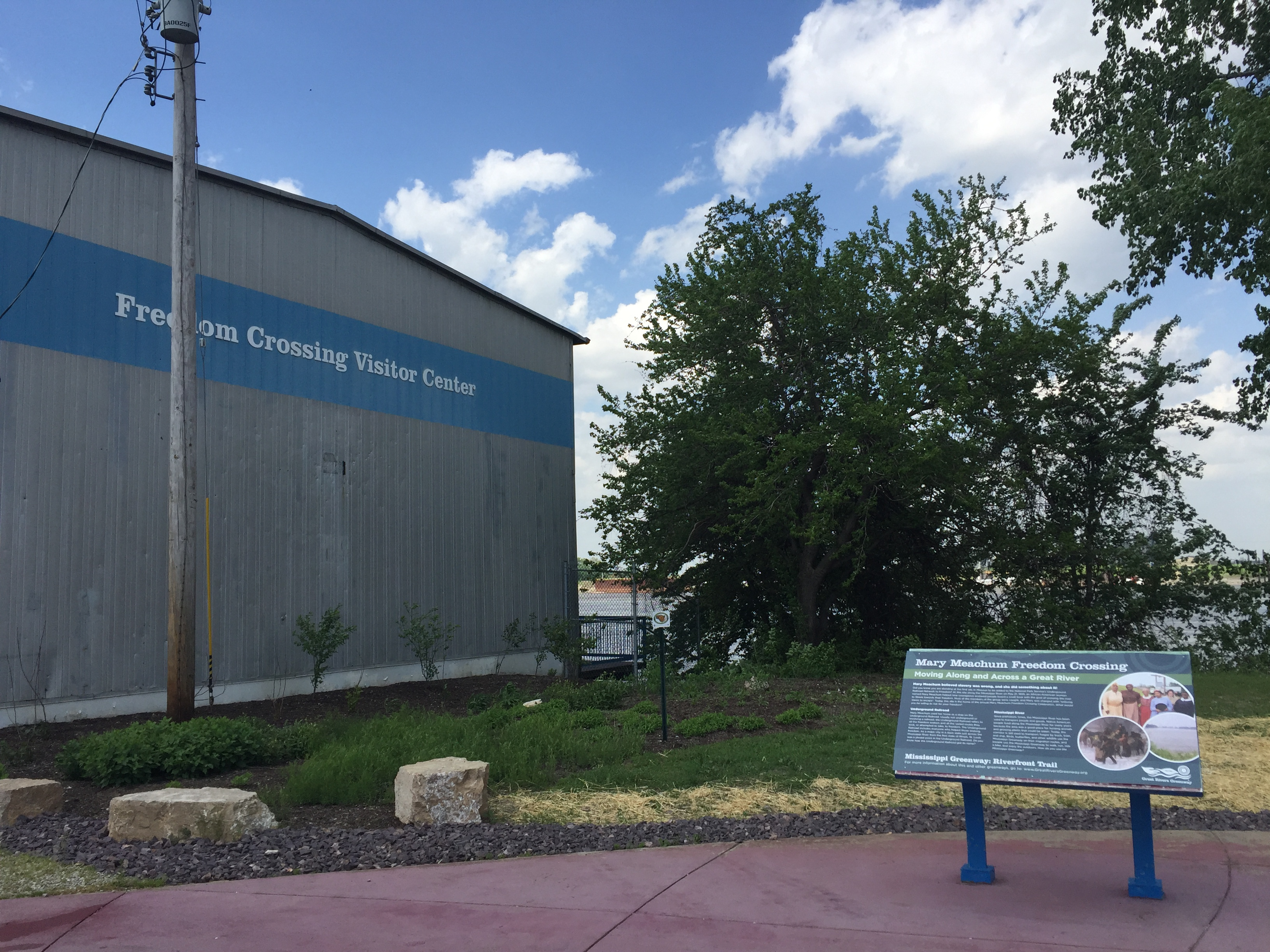
Mary Meachum Freedom Crossing, mayo de 2018

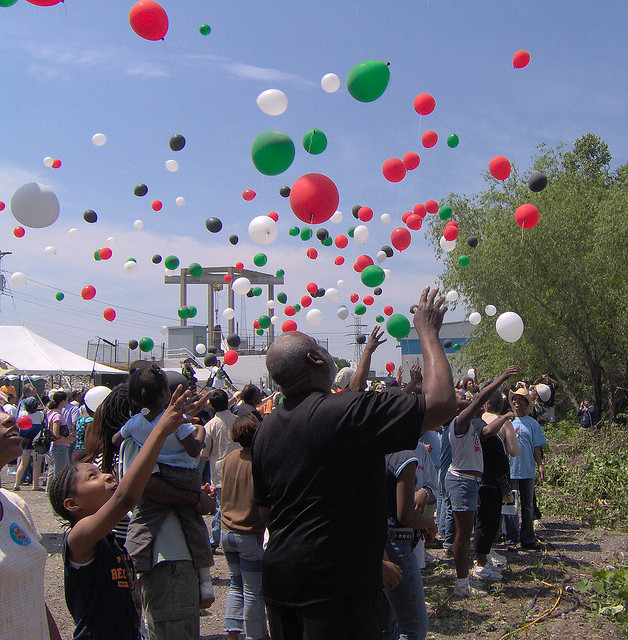
Se lanzan balones en la celebración anual Mary Meachum Freedom Crossing

El Mary Meachum Freedom Crossing, parte de la Red Nacional de Ferrocarriles Subterráneos a la Libertad del Servicio de Parques Nacionales, fue dedicado, el 1 de noviembre de 2001, en una ceremonia especial en el Riverfront Trail. Desde entonces, ha sido sede de la celebración anual Mary Meachum Freedom Crossing, un evento que incluye recreaciones del arresto y cruce del río de Mary Meachum. El sitio está localizado justo al norte del Puente Merchants en San Luis. En 2014, se estaban llevando a cabo planes para expandir el sitio a un monumento histórico nacional al ferrocarril subterráneo, que incluiría torres interpretativas, un muro de nombres y jardines curativos.